# Jantar Mantar
Jantar Mantar ili Yantra Mantra (hindska riječ yantar znači "uređaj", a mantra "formula" ili "proračun") je sunčani sat koji se sastoji od divovskog trokutastog gnomona čija je hipotenuza paralelna sa zemljinom osi, dok su s njegove obje strane dva četvrt-kruga koji su paralelni s položajem ekvatora. Kasnije se ovaj izraz ustalio za sve indijske astronomske mjerne građevine. One su najprije služile za ispunjavanje asronomskih tablica, i za predviđanje kretanja sunca, mjeseca i planeta, ali su imali i vjersko značenje jer su drevni indijski astronomi bili majstori Jyotisha (vedska vještina astronomije i astrologije).
U ranom 18. stoljeću, maharadža Jaipura, Jai Singh II., inače zaljubljenik u znanost i astronomiju, je dao izgraditi pet Yantra Mantri (u gradovima: Delhi, Jaipur, Ujjain, Mathura i Varanasi) koji su izgrađeni od 1724. do 1735. godine. Najveći i najpoznatiji od njih je Jantar Mantar u Jaipuru koji je upisan na UNESCO-ov popis mjesta svjetske baštine u Aziji i Oceaniji 2010. godine kao "jedinstven izraz astronomskih vještina i koncepta znanošću orijentiranog dvora na kraju Mogulskog razdoblja".

## Jantar Mantar u Jaipuru
Opservatorij Jantar Mantar u Jaipuru se sastoji od 14 velikih geometrijskih građevina za mjerenje vremena, predviđanje pomračina, praćenje položaja zvijezda pri zemljinoj rotaciji oko sunca, uzdizanje i silazak planeta, te određivanje udaljenosti nebeskih tijela i pripadajućih tablica (efemeride). Svi su izgrađeni od lokalnog kamena i svaki ima astronomske mjere koje su označene na mramoru unutra, a njihove brončane ploče su od izvanredne preciznosti. Njihova velika veličina je povećala njihovu preciznost, te tako sunčani sat mjeri vrijeme do dvije sekunde preciznosti.
Najveći od njih je Samrat Yantra ("Vrhovni instrument"), 27 metara visok sunčani sat čija sjena točno ocrtava doba dana. Njegova hipotenuza ima kut od 27°, što je jedna od koordinata Jaipura. Mala kupola na njegovom vrhu je hinduistička chhatri (tornjić) koji je služio za najavu pomračina i dolazak monsuna.
neke od manjih instrumenata, poput Ram Yantra, predstavljaju izvanredne inovacije u dizajnu građevina u odnosu na njihovu namjenu. Danas je Jantar Mantra vodeća turistička atrakcija Jaipura, ali se njegove građevine-instrumenti još uvijek koriste kako bi se npr. predvidjelo vrijeme za lokalne farmere, ili za neke lekcije studenatima astronomije i vedske astrologije.
- Pojedinačni "teleskopi" za svaki planet
- Samrat Yantra
- Jai Prakash Yantra
- Laghu Samrat Yantra, manji sunčani sat
- Narivalaya Yantra

## Poveznice
- Indijska umjetnost

## Vanjske poveznice
- Jantar Mantar (Jaipur) (engl.)
- najveći kameni opservatorij na svijetu  Arhivirana inačica izvorne stranice od 25. listopada 2008. (Wayback Machine) (engl.)
- Arhitektura u službi znanosti  Arhivirana inačica izvorne stranice od 5. veljače 2009. (Wayback Machine) (engl.)